# Johann Kaspar Rohner
Johann Kaspar Rohner (* 6. Januar 1798 in Hausen, Gemeinde Lengnau, Kanton Aargau; † 11. November 1877 in Sarmenstorf) war ein Schweizer katholischer Geistlicher.

## Leben und Werk
Rohner war der Neffe von Johann Friedrich Rohner. Er studierte Theologie an der Höheren Lehranstalt in Luzern bei Franz Geiger, Alois Gügler und Joseph Widmer.
Rohner empfing 1823 die Priesterweihe und war von 1823 bis 1827 als Kaplan und Lehrer in Rapperswil, von 1827 bis 1829 als Pfarrhelfer in Baden, von 1829 bis 1848 in Fislisbach und von 1848 bis 1877 in Sarmenstorf als Pfarrer tätig.
Rohner vollendete den unter seinem Vorgänger begonnenen Kirchenbau in Fislisbach und beteiligte sich in Zusammenarbeit mit Alfred Zschokke massgebend an der Neugestaltung des 1848 durch Brand weitgehend zerstörten Dorfes.
Rohner führte 1829, sechs Jahre vor dem gesetzlichen Obligatorium, eine Arbeitsschule für Mädchen ein, wobei er von Theodosius Florentini unterstützt wurde. Auf Rat von Rohner und Florentini trat Bernarda Heimgartner, die nachmalige erste Oberin des Lehrschwesterinstituts Menzingen, in das Pensionat des Kapuzinerinnenklosters Mariä Krönung in Baden ein und wurde dort zur Lehrerin ausgebildet.
In den kirchenpolitischen Spannungen während des Aargauer Klosterstreits stand Rohner als umsichtiger Führer seiner Amtsbrüder und interimistischer Dekan des Kapitels Regensberg in Vertretung seines 1835 vom Obergericht des Amtes enthobenen Onkels und Beraters des Bischofs Joseph Anton Salzmann in der vordersten Reihe der klerikalen Opposition gegen das aargauische Staatskirchentum.
Weil Rohner eine die kirchliche Auffassung bezüglich der Badener Artikel als «Irrtum oder Lüge» bezeichnende Kanzelproklamation der Regierung nicht ohne bischöfliche Erlaubnis vorlesen wollte, erhielt er 1835 eine hohe Geldbusse. In den 1870er Jahren bekannte sich Rohner trotz des staatlichen Verdikts öffentlich zum Vatikanum.
Dank seiner persönlichen Integrität wurde Rohner auch Respekt aus den freisinnigen Kreisen entgegengebracht, namentlich von Augustin Keller.